# Min soldat
Min soldat (швед.  «Мой солдат») — шведская песня, ставшая широко известной в период Второй мировой войны в исполнении Уллы Бильквист. Слова и музыку к песне написал шведский поэт и композитор Нильс Перне.

## История песни
Впервые исполнена в 1940 году актрисой Наеми Бризе во время постановки спектакля «Это будет весной» в стокгольмском театре Фолькан. 8 мая того же года фирма «Sonora» выпустила пластинку с записью песни в исполнении шведской певицы Уллы Бильквист и оркестра под управлением Свена Аренфельдта. Именно в исполнении Бильквист песня получила всенародную известность, а впоследствии стала одним из символов Второй мировой войны в Швеции, по сути, шведским аналогом «Лили Марлен». Причём, песня стала первой записью компании «Sonora» после приобретения последней своего конкурента «Columbia».
В 1958 году песня «Min soldat» прозвучала в фильме «Джазовый мальчик» (швед. Jazzgossen) в исполнении Майи-Бритт Нильсон. В 1970 песню записала солистка группы ABBA Анни-Фрид Люнгстад для телепрограммы «När stenkakan slog».
В 1973 году цитата из песни «Min soldat» «Någonstans i Sverige» («где-то в Швеции») дала название фильму Яна Олофа Ольссона «Где-то в Швеции», посвящённому шведским добровольцам, пришедшим на помощь финнам в советско-финском конфликте (см. Советско-финская война (1939—1940)). Сама песня стала главной музыкальной темой фильма.
Кроме того, песню исполняла датская певица Бирте Кьер. На датский язык её перевёл Кнуд Фейффер. Сёстры Эндрюс записали англоязычную версию песни («The Shrine of Saint Cecilia»), позднее её пел также Джек Ривз и другие певцы.

## Записи песни
- «Min soldat» в исполнении Уллы Бильквист (1940)
- «The Shrine of St. Cecelia» (англоязычная версия) в исполнении Джека Ривза (1950)